# The Byrds
The Byrds var en amerikansk musikgrupp som slog igenom i mitten av 1960-talet. Gruppens musik var ofta nyskapande och de hörde till de mer inflytelserika grupperna inom rocken under 1960-talet och 1970-talet. De var viktiga i utvecklingen av subgenrer som folkrock, psykedelisk rock och countryrock.

## Historia
Gruppen bildades år 1964 i Los Angeles, Kalifornien. I originaluppsättning bestod gruppen av Gene Clark (sång, tamburin), Roger McGuinn (12-strängad gitarr, sång), David Crosby (gitarr, sång), Michael Clarke (trummor) och Chris Hillman på bas (egentligen var han upplärd i mandolin). Gruppen inspirerades starkt av Beatles och jazzmusikern John Coltrane. Bandet var emellertid också intresserat av folkmusik, och deras blandning av rock och folk kom att kallas folkrock. De slog igenom 1965 med en version av Bob Dylans "Mr. Tambourine Man". Samma år fick de även en hit med Pete Seegers "Turn! Turn! Turn!". Byrds gjorde dessa låtar mer pop- och rockorienterade med framträdande inslag av 12-strängad gitarr. Även gruppens egna låtar nådde framgångar, till exempel Gene Clarks kompositioner "I'll Feel A Whole Lot Better", "Here Without You", "She Don't Care About Time", "Set You Free This Time" och "The World Turns All Around Her".
År 1966 kom låten "Eight Miles High" som ansågs vara så förskönande av droger att den förbjöds helt på många radiostationer. Trots detta blev låten, som är en av de första psykedeliska rocklåtarna, en av The Byrds största hits. Den ingick sedan på gruppens första psykedeliska album, Fifth Dimension. Därefter hamnade The Byrds i skymundan, något som mycket berodde på att Gene Clark lämnade gruppen.
De fortsatte under senare delen av 1960-talet att ge ut en rad album, och med Younger Than Yesterday 1967 fick The Byrds två mindre hits; den egna "So You Want to Be a Rock 'n' Roll Star" och en cover på Bob Dylans "My Back Pages". Nästkommande skiva, The Notorious Byrd Brothers, blev även den en framgång, åtminstone bland kritikerna. Efter detta kom gruppens uppsättning att ändras konstant. David Crosby och Michael Clarke försvann i slutet av 1967. Vid denna tidpunkt kom Gram Parsons in i gruppen, och under hans inflytande fick gruppen ett mer country-inspirerat sound, framför allt på albumet Sweetheart of the Rodeo, som gavs ut 1968. Parsons försvann dock ganska snabbt ur gruppen och bildade The Flying Burrito Brothers tillsammans med Chris Hillman, som lämnade Byrds en kort tid efter Parsons. McGuinn höll dock gruppen igång ännu ett tag framöver. 1972 återförenades originalmedlemmarna och spelade in ett album för att sedan gå skilda vägar igen. Med på den skivan är Gene Clarks kompositioner "Full Circle" och "Changing Heart" samt Neil Young-tolkningarna "Cowgirl in the Sand" och "See the Sky About to Rain".
Gene Clark dog i maj 1991, kort efter att gruppen blivit invald i Rock and Roll Hall of Fame. Gruppens originaltrummis Michael Clarke dog 1993.

## Diskografi

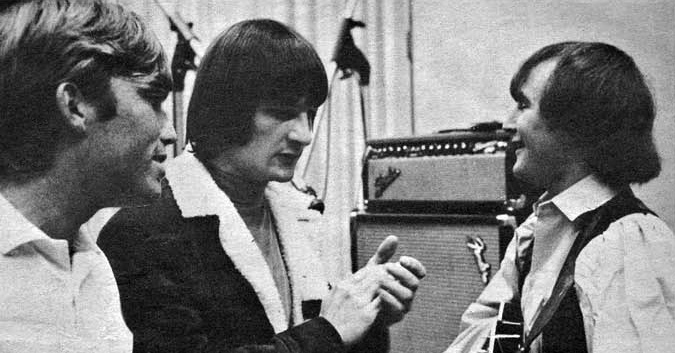
Musikproducenten Terry Melcher (vänster) i studio tillsammans med Gene Clark och David Crosby (höger) 1965, antagligen under inspelningen av albumet Turn! Turn! Turn!.

### Studioalbum
- 1965 – Mr. Tambourine Man
- 1965 – Turn! Turn! Turn!
- 1966 – Fifth Dimension
- 1967 – Younger Than Yesterday
- 1968 – The Notorious Byrd Brothers
- 1968 – Sweetheart of the Rodeo
- 1969 – Dr. Byrds & Mr. Hyde
- 1969 – Ballad of Easy Rider
- 1970 – Untitled
- 1970 – Byrdmaniax
- 1971 – Farther Along
- 1973 – Byrds

### Singlar

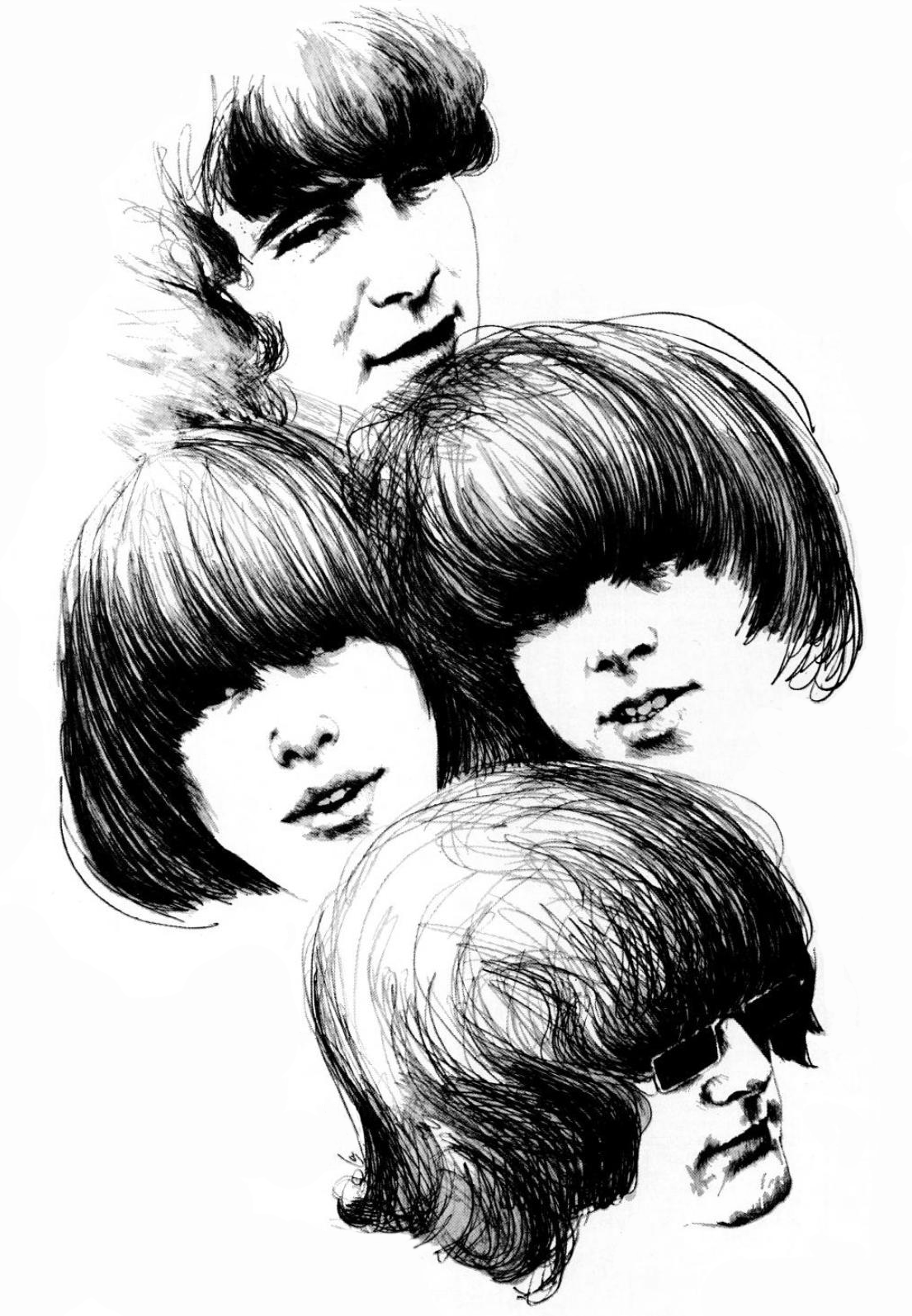
Promotionbild för singeln "Have You Seen Her Face" 1967

Singelplacering på Billboard Hot 100 inom parentes.
- 1965 –  "Mr. Tambourine Man" (#1)
- 1965 –  "All I Really Want to Do" (#40)
- 1965 –  "I'll Feel a Whole Lot Better" (#103)
- 1965 –  "Turn! Turn! Turn!" (#1)
- 1966 –  "Set You Free This Time" (#63)
- 1966 –  "Eight Miles High" (#14)
- 1966 –  "5D (Fifth Dimension)" (#44)
- 1966 –  "Mr. Spaceman" (#36)
- 1967 –  "So You Want to Be a Rock 'n' Roll Star" (#29)
- 1967 –  "My Back Pages" (#30)
- 1967 –  "Have You Seen Her Face" (#74)
- 1967 –  "Lady Friend" (#82)
- 1967 –  "Goin' Back" (#89)
- 1968 –  "You Ain't Goin' Nowhere" (#74)
- 1969 –  "Lay Lady Lay" (#132)
- 1969 –  "Ballad of Easy Rider" (#65)
- 1969 –  "Jesus Is Just Alright" (#97)
- 1970 –  "Chestnut Mare" (#121)
- 1971 –  "Glory, Glory" (#110)
- 1973 –  "Full Circle" (#109)